# Monacha venusta
Monacha venusta is een slakkensoort uit de familie van de Hygromiidae. De wetenschappelijke naam van de soort is voor het eerst geldig gepubliceerd in 1968 door L. Pinter.